# Monumento Lafayette
O Monumento Lafayette é uma estátua equestre de bronze de Gilbert du Motier, marquês de Lafayette, do artista Andrew O'Connor Jr.
O monumento está localizado na extremidade norte do South Park, em Mount Vernon Place, Baltimore, do outro lado de um círculo de paralelepípedos do Monumento a Washington. Foi dedicado em 6 de setembro de 1924, com a presença do Presidente Calvin Coolidge.